# Royère-de-Vassivière
Royère-de-Vassivière là một xã và là thủ phủ tổng thuộc tỉnh Creuse trong vùng Nouvelle-Aquitaine nước Pháp. Xã này nằm ở khu vực có độ cao trung bình 540 mét trên mực nước biển.

## Dân số
| 1962                                                        | 1968 | 1975 | 1982 | 1990 | 1999 | 2006 |
| ----------------------------------------------------------- | ---- | ---- | ---- | ---- | ---- | ---- |
| 831                                                         | 771  | 744  | 782  | 670  | 636  | 584  |
| Số liệu điều tra dân số từ năm 1962 Dân số chỉ tính một lần |      |      |      |      |      |      |

## Địa điểm nổi bật
- Nhà thờ St.Germain, từ thế kỷ 13.
- Đài nước Ceres, đối diện nhà thờ.
- Hồ Vassiviere.
- Hồ Laxaud-Gelade.

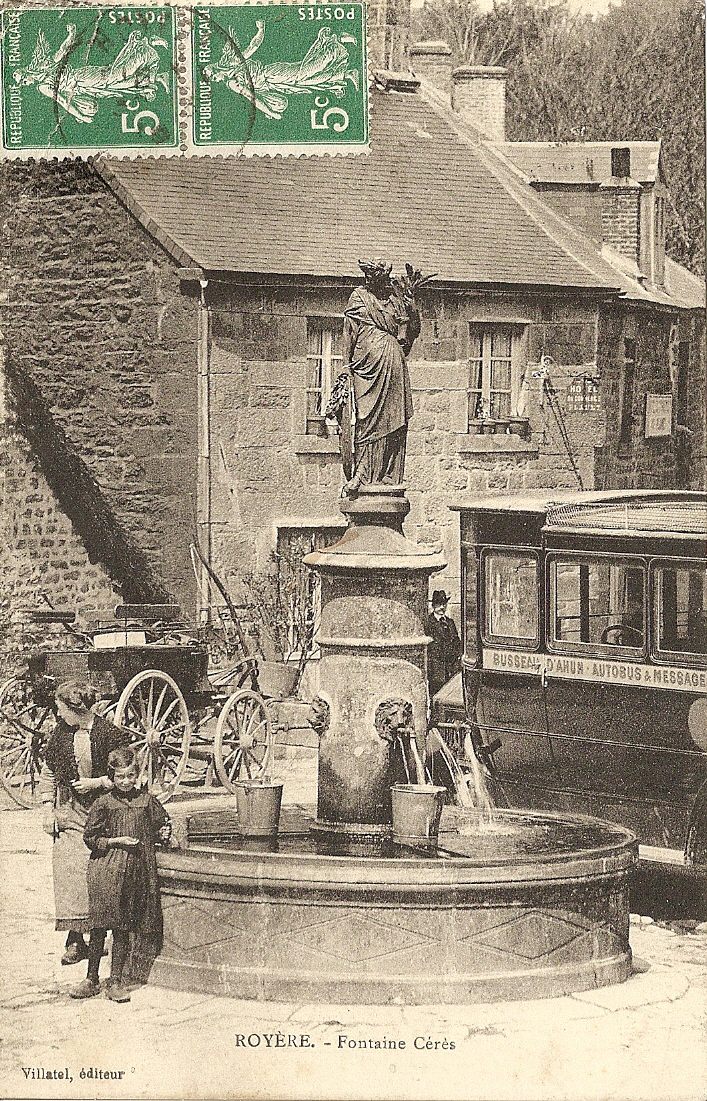
Đài nước Ceres xây năm 1919

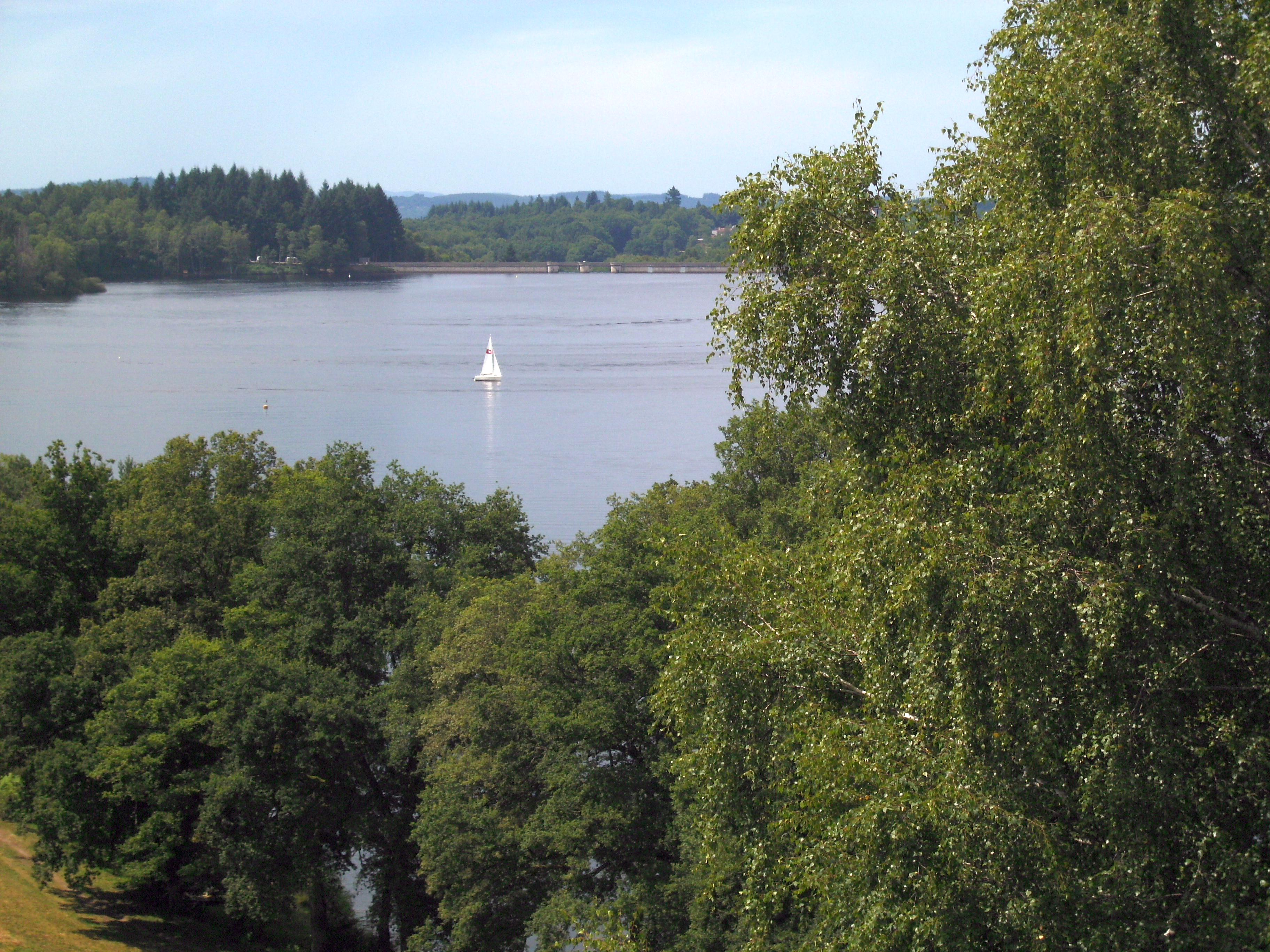
Hồ Vassiviere

- Trung tâm nghệ thuật hiện đại trên l'île de Vassivière.

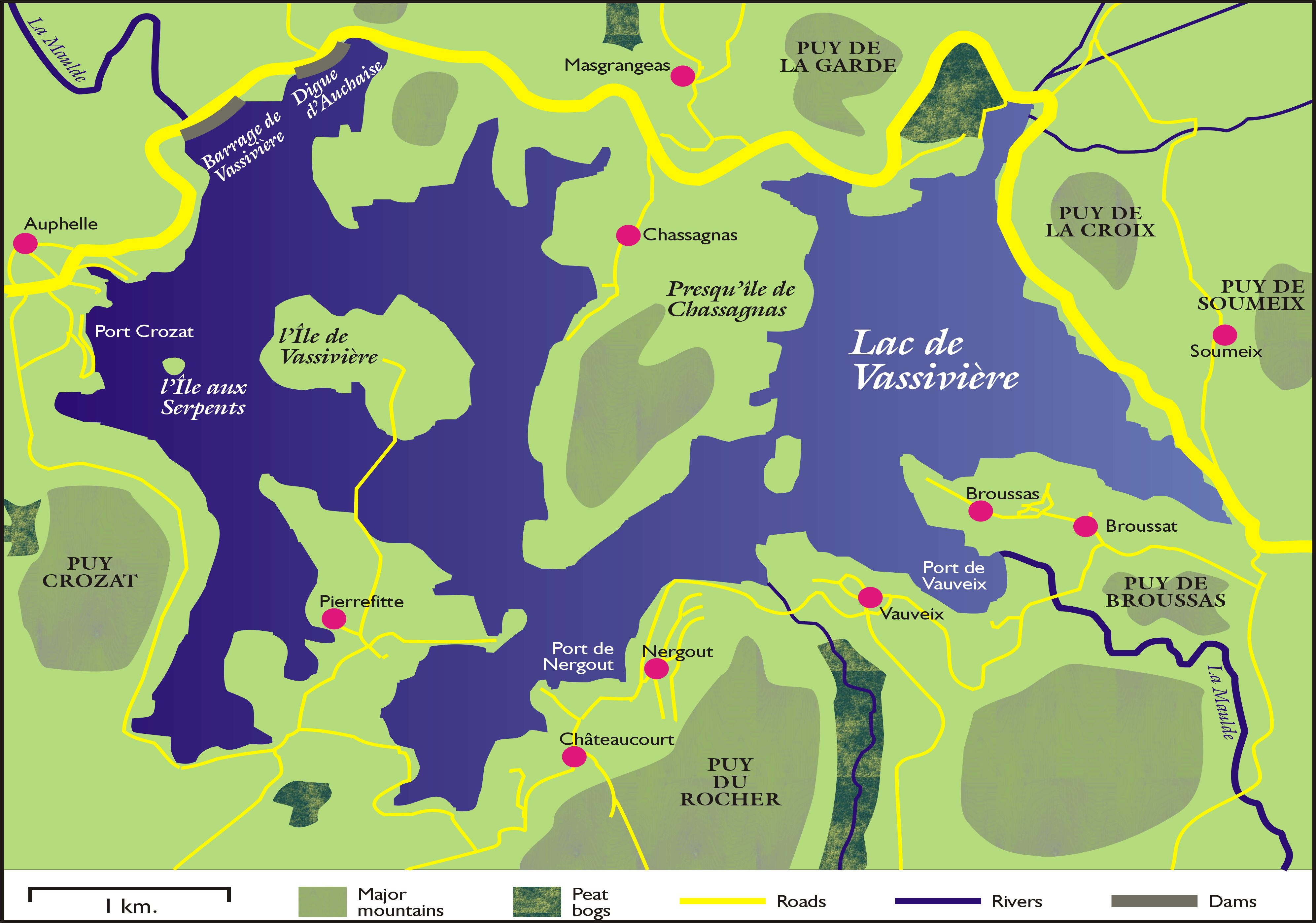
Vị trí hồ Vassivere

- Công viên điêu khắc.